# Сигида Надія Костянтинівна
Надія Костянтинівна Малаксіано (у шлюбі Сигида; 1862, Таганрог — 8 листопада 1889) — революціонерка-народниця, вчителька. Одна з найкращих знайомих Павла Грабовського. Уродженка Донщини.

## Біографія
Надія Малоксіяно — грекиня за походженням. Вона народилася в Таганрозі у 1863 році. Після закінчення гімназії працювала вчителькою в школі. Одружилася зі службовцем таганрозького окружного суду Якимом Сигидою. Обоє були членами революційних народницьких гуртків. У 1885 році у їхньому домі було виявлено підпільну друкарню і обох заарештовано. Чоловіка було засуджено до смертної кари, згодом замінено на довічну каторгу на Сахаліні, де він скоро помер, а Надію Сигиду було засуджено на 8 років каторги на Карі.

## Сигида і Грабовський
Етапний шлях від московських Бутирок до Іркутська Надія Сигида і Павло Грабовський пройшли разом. Чотирьох місяців спілкування вистачило для симпатії на все життя. Смерть Надії Сигиди була великим ударом для Грабовського. Він разом з іншими політичними в'язнями складає, підписує і віддруковує протест «Русскому правительству», спрямований проти нелюдського ставлення до революціонерів і страшних умов, у яких вони перебували в різних місцях Росії. За це Грабовського було знову кинуто до в'язниці на три з половиною роки. Грабовський називав Надію Сигиду «зорею ясною», музою, сестрою. Помираючи, він заповідав покласти в труну пасмо волосся Надії Сигиди, яке вона подарувала йому, розлучаючись.
Грабовський ніколи не розставався з думкою про Надію Сигиду. Він часто згадував її в листах до Івана Франка, Бориса Грінченка, присвятив понад 30 віршів Надії Сигиді.
|  | До Н. К. С. Такої певної, святої, Такої рідної, як ти, Такої щирої, простої, — Вже більше, мабуть, не знайти. Таку не часто скинеш оком, Такою тільки що марить... А раз зустрінеш ненароком — Навіки долю озорить! |

## На Карі
Докладніше: Карійська трагедія.

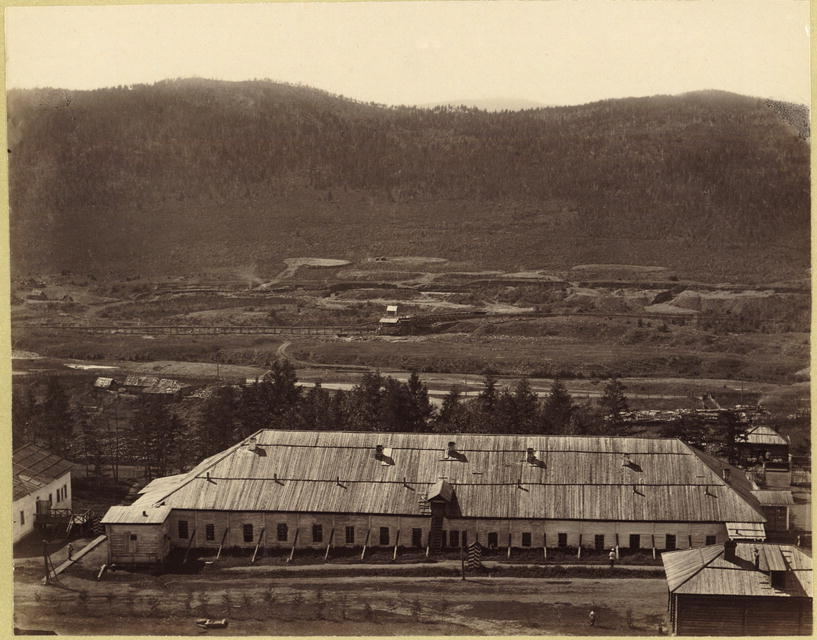
Карійська в'язниця.

Потрапивши до Карійської в'язниці, Надія Сигида відразу стала центральною постаттю у жорстокому протистоянні між політичними в'язнями та тюремною адміністрацією, що набирало тоді значних обертів на цій каторзі, і яке увійшло в історію політичної боротьби в Російській імперії під назвою «Карійської трагедії». 11 серпня 1888 року Карійську каторгу відвідав з інспекційним візитом приамурський генерал-губернатор барон Корф. Усі в'язні повинні були вставати в його присутності, але засуджена революціонерка Єлизавета Ковальська (родом з села Сонцівка Харківської губернії), відмовилася це зробити, за що була переведена під суворе одиночне ув'язнення в тюремний замок. На знак протесту її товариші зажадали звільнити коменданта в'язниці і кілька разів оголошували тривалі голодування. Але тюремне керівництво у відповідь лише глузувало та знущалося з в'язнів. У результаті чергового конфлікту Надія Сигида вдарила по обличчю жандармського офіцера Масюкова, який найбільше ображав жінок.
Цей сміливий вчинок відразу став відомим як серед в'язнів (а на Карійській каторзі знаходилися й жінки, й чоловіки), так і серед найвищого тюремного керівництва. Приамурський генерал-губернатор барон Корф видав особисте розпорядження про дозвіл до застосування сили і тілесних покарань у відношенні до політв'язнів, чим відверто порушив кримінальні закони Російської імперії, які дозволяли побиття різками лише кримінальних злочинців. На підставі підписаної ним же інструкції, барон Корф наказав покарати Надію Сигиду ста ударами різок, і 7 листопада 1889 року вона була піддана тілесному покаранню.
У результаті, не маючи вже інших можливостей для боротьби, Надія Сигида разом з іще трьома засудженими жінками, вирішила прийняти смертельну дозу морфію, аби ціною власної загибелі привернути увагу російського та світового суспільства до важких умов утримання політв'язнів у російських тюрмах, до адміністративного свавілля, яке панувало скрізь на російських каторгах. Так, тієї ж самої ночі, в результаті отруєння цей світ покинули чотири жінки — всі вони були пов'язані своїм місцем народження з Україною. Крім Надії Сигиди, це були Марія Калюжна з міста Лебедина Харківської губернії, уродженка Катеринослава Марія Ковалевська та Надія Смирницька з Київської губернії. Марії Ковалевської залишалося зачекати лише два місяці до закінчення ув'язнення, але вона обрала тяжку путь разом зі своїми посестрами.
Вже наступного дня про трагічну загибель революціонерок стало відомо й у чоловічому таборі. Польський революціонер Фелікс Кон запропонував чоловікам підтримати жінок. 16 політв'язнів спробувало отруїтися, але тюремна влада після випадку з жінками була насторожі, і тюремні лікарі встигли врятувати життя більшості отруєних. Загинули лише двоє — Іван Калюжний (брат Марії Калюжної та чоловік Надії Смирницької) і Сергій Бобохов (уродженець Смоленщини).
Про Карійську трагедію майже відразу стало відомо світовій громадськості. Багато посприяв розповсюдженню інформації про загибель політв'язнів і Павло Грабовський. Через нього сумна звістка поширилася Західною Україною, а звідти розійшлася європейськими країнами. Ліберальна преса розпочала чергову критичну кампанію проти російського царату. Російській владі довелося виправдовуватися у своїх варварських вчинках, адже реноме її виявилося сильно підмоченим. Під впливом масових протестів уряд був змушений заборонити застосування тілесних покарань щодо всіх жінок (не тільки політично ув'язнених). Вже 1890 року Карійська політична в'язниця була ліквідована, а політичних в'язнів перевели в Акатуйську тюрму. Барону Корфу вдалося уникнути навіть адміністративної догани, він спокійно помер на своїй губернаторській посаді, але більшовики після революції 1917 року йому помстилися, сплюндрувавши могилу барона в Успенському соборі Хабаровська.